# Merveille Kanjinga
Merveille Kanjinga Nanguji (née le 1er février 2003) est une footballeuse professionnelle congolaise qui joue comme attaquante pour le club de Première Ligue Paris Saint-Germain et l' équipe nationale de la République démocratique du Congo .
Elle évolue poste d'attaquant axial. 

## Carrière en club
En août 2022, elle a participé avec le club aux éliminatoires UNIFFAC de la Ligue des champions féminine de la CAF 2022 à Malabo, où elle a émergé comme la meilleure buteuse du tournoi avec quatre buts, dont le but vainqueur en finale contre l'AS Awa.
Elle débute au TP Mazembe en 2022, où elle se distingue rapidement par ses performances, terminant meilleure buteuse du championnat,. En octobre 2022, elle a marqué le premier but du club lors d'un match de la Ligue des champions féminine de la CAF, ce qui leur a assuré la victoire contre Wadi Degla, marquant ainsi leur première victoire dans le tournoi.
En novembre 2024, Kanjinga, qui avait marqué un triplé contre le CSM Diables Noirs lors des éliminatoires, a joué un rôle clé dans le tournoi final, aidant le club à remporter son tout premier trophée continental. Elle a marqué trois buts tout au long du tournoi et a été nommée Joueuse du match lors de la finale.
Elle marque son premier but en Ligue 1 face à Guingamp en mars 2025. Le 31 janvier 2025, le PSG l'a dévoilée comme sa nouvelle recrue avec un contrat courant jusqu'en 2027.

## Carrière internationale
Kanjinga est un international congolais. Le 26 septembre 2023, elle marque son premier but à la 31e minute d'une victoire 2-1 contre le Bénin. Elle fait ses débuts en équipe nationale senior en 2023, marquant contre le Bénin. Elle contribue à la qualification historique de la RDC pour la CAN féminine 2024.

### Objectifs internationaux
Les scores et les résultats indiquent d'abord le total des buts de la RD Congo, la colonne des scores indique le score après chaque but de Kanjinga.
| Non. | Date              | Lieu               | Adversaire         | Score | Résultat | Concours                           | Ref.  |
| ---- | ----------------- | ------------------ | ------------------ | ----- | -------- | ---------------------------------- | ----- |
| 1    | 26 September 2023 | Cotonou, Bénin     | Bénin              | 1–1   | 2–1      | Qualifications pour la WAFCON 2024 | [ 8 ] |
| 2    | 5 December 2023   | Kinshasa, RD Congo | Guinée équatoriale | 1–1   | 2–1      | Qualifications pour la WAFCON 2024 | [ 9 ] |

- Championnat féminin de la RD Congo :

 VAINQUEURS (3):  2022, 2023, 2024
- Coupe féminine de la RD Congo :

 Winner  (1): 2024
- Tournoi féminin UNIFFAC :

 Winners  (2): 2022, 2024